# Manuel García Ferré
Manuel García Ferré (Almería, 8 de octubre de 1929-Buenos Aires, 28 de marzo de 2013) fue un artista gráfico, historietista, autodidacta y animador hispano-argentino. 
Su arte ha sido orientado plenamente a los niños, siendo el creador de famosos personajes infantiles como Anteojito, Hijitus, Larguirucho, Profesor Neurus, Oaky, Petete, Calculín, entre otros, así como de tiras animadas televisivas, películas y la revista Anteojito.

## Historia
Manuel nació en Almería, España, el 8 de octubre de 1929. En 1947, emigró a Argentina con 17 años, donde trabajó en agencias de publicidad mientras estudiaba en la Facultad de Arquitectura de la Universidad de Buenos Aires.
En sus pocos momentos libres, recorría las redacciones de revistas con su carpeta de dibujos bajo el brazo. Así, en 1952, el personaje Pi-Pío, un pollito linyera, fue aceptado en la Revista Billiken de Constancio Vigil. Pí-Pío -un pollito vestido como un cowboy- vivía en un pueblo llamado «Villa Leoncia», lugar donde aparecerían por primera vez otros personajes que se volverían famosos como Oaky e Hijitus.
Durante más de 30 años, editó la revista infantil Anteojito, tomando como imagen central al personaje de Anteojito, que se había hecho popular con anterioridad, protagonizando una serie de dibujos animados publicitarios para la televisión. Durante varias décadas (1970-2000), las revistas Billiken y Anteojito fueron las publicaciones dirigidas al público infantil con mayor circulación en Argentina.
En 1967 estrenó en televisión la serie de dibujos animados Hijitus, que se transmitió por Canal 13 hasta 1974. Fue la primera serie televisiva de dibujos animados de Argentina y la más exitosa de América Latina en toda su historia.
García Ferré también creó una enciclopedia para niños y jóvenes (El libro gordo de Petete), publicada en Argentina y España y lanzó otras publicaciones a través de su agencia Producciones García Ferré (PGF), como la edición argentina de Muy Interesante o Ser padres hoy. 
El muñeco de peluche Petete apareció en la televisión con una joven presentadora, la modelo y actriz Gachi Ferrari. El programa mostraba a Petete, un pequeño pingüino, en un corto de 1 o 2 minutos presentando información que ilustraba la enciclopedia El libro gordo de Petete. El programa se transmitió entre 1970 y 1980 en Argentina, Uruguay, Perú, Bolivia, Brasil, Chile, Venezuela, Colombia, Ecuador, México, Puerto Rico y España, donde compitió con el famoso Topo Gigio. Por su aporte a la cultura y a la comunicación de Argentina, Ferré recibió por este programa el Premio Konex de Platino en 1987 como el más importante divulgador del país. A principios de 2000, Telefé comenzó a transmitir nuevos cortos de El Libro gordo de Petete, pero esta vez acompañado por la modelo Guillermina Valdés.
Con sus dibujos animados, Ferré marcó la infancia de varias generaciones en Argentina y otros países de habla hispana. Realizó exitosas películas de dibujos animados para niños como Trapito, Mil intentos y un invento, Ico, el caballito valiente, Manuelita y Corazón, las alegrías de Pantriste.
En 2009, la Legislatura de la Ciudad de Buenos Aires lo declaró Ciudadano Ilustre mediante la ley n.º 3150. Se realizó una ceremonia con la presencia del dibujante y otras autoridades comunales.
En 2009, participó con un original de su personaje Hijitus, realizado para el diario Río Negro de Argentina en la muestra «Bicentenario: 200 años de Humor Gráfico», que el Museo del Dibujo y la Ilustración realizó en el Museo de Artes Plásticas Eduardo Sívori de Buenos Aires, homenajeando a los más importantes creadores del humor gráfico en Argentina a través de su historia. 
Por más de 40 años, el estudio del décimo piso del edificio Apolo, a pocas cuadras del Obelisco de Buenos Aires, fue testigo de las entrañables creaciones del historietista que, en 2012, a sus 82 años, estrenó su última película, Soledad y Larguirucho, una historia protagonizada por la cantante Soledad Pastorutti, la cual combinó dibujos de Ferré con actores reales.
«¿Se pueden enganchar hoy los chicos con un personaje tan ingenuo?», le preguntaron en 2012 durante una entrevista con el diario Clarín. Ferré respondió:
Mientras al chico le des imaginación, le des aventura y le des personajes buenos y malos... El chico en esencia es bueno, es travieso, pícaro, lo que pasa es que los mayores les informamos con otro método. Y creemos que son más inteligentes, porque les damos mucha más información, pero eso no quiere decir que estén maduros. El chico tiene los mismos móviles siempre: la ambición, el querer, el poseer, el coleccionar... Los móviles de aventuras, de imaginación, de deseos, son los mismos.
Durante la misma entrevista, el historietista reveló que Larguirucho «siempre ha sido de esos actores de reparto que se tragan la película, porque es bueno y muy humano».
En 2012, Larguirucho se sumó a Mafalda de Quino e Isidoro Cañones de Dante Quinterno en el Paseo de la Historieta, un circuito que empezó a formarse en el mes de julio del mismo año y que, con el tiempo, llegó a tener más de diez figuras en un recorrido por distintas calles de la ciudad de Buenos Aires entre las calles Chile, Balcarce, Belgrano y Paseo Colón.

## Fallecimiento
Manuel falleció el 28 de marzo de 2013 a los 83 años, a las 02:00 am, en el Hospital Alemán de la ciudad de Buenos Aires, durante una cirugía del corazón. Había ingresado previamente al sitio para hacerse un chequeo.

## Filmografía
Cine
- Comahue (1963) (efectos de animación)
- Mil intentos y un invento (1972)
- Las aventuras de Hijitus (1973)
- Trapito (1975)
- Ico, el caballito valiente (1983)
- Manuelita La Tortuga (1999)
- Corazón, las alegrías de Pantriste (2000)
- Soledad y Larguirucho, largometraje basado en la interacción de dibujos animados y seres humanos, protagonizado por Soledad Pastorutti (2012)

Televisión
- El club de Anteojito y Antifaz (programa, Canal 9, 1964)
- El club de Hijitus (programa, Canal 13, 1968)
- El libro gordo de Petete (microprograma, Canal 13, 1974)
- El mundo de Calculín (programa, Canal 13, 1976)
- Las cartas de Larguirucho (microprograma, 1976)
- El dragoncito Chipy (microprograma, 1977)
- Chifuleta (microprograma, 1979)
- El club de Anteojito (programa, 1983)
- Saber más con Calculín (serie, 1984)
- Las aventuras de Hijitus (nuevos episodios, 1995-1996)